# Dead Man's Bones
Dead Man's Bones byla založena roku 2007 v Los Angeles. Zakládajícími členy jsou Zach Shields a herec Ryan Gosling. Skupina svým vystupováním spadá do kategorie Indie rocku, využívají však i prvky gospelu. V říjnu 2009 vydali své první studiové hudební album s názvem Dead Man's Bones, které se nese v duchu Halloweenu. Na albu spolupracoval i dětský sbor z konzetvatoře v Silverlake (Los Angeles).

## Alba

### Dead Man's Bones (2009)
- délka (total time): 44:13
- žánr: Indie rock, Gospel
- vydal (label): ANTI-
- seznam skladeb:

1. "Intro" – 0:50
2. "Dead Hearts" – 5:13
3. "In the Room Where You Sleep" – 3:56
4. "Buried in Water" – 5:16
5. "My Body's a Zombie For You" – 4:31
6. "Pa Pa Power" – 4:05
7. "Young & Tragic" – 3:51
8. "Paper Ships" – 2:52
9. "Lose Your Soul" – 4:35
10. "Werewolf Heart" – 3:25
11. "Dead Man's Bones" – 3:00
12. "Flowers Grow Out of My Grave" – 2:39